# Episodi di Manhunt (prima stagione)
La prima stagione della serie televisiva Manhunt è stata trasmessa in anteprima negli Stati Uniti d'America in syndication tra il 15 aprile 1959 e il 1960.
| nº | Titolo originale                 | Titolo italiano | Prima TV USA   | Prima TV Italia |
| -- | -------------------------------- | --------------- | -------------- | --------------- |
| 1  | Killer in Blue                   |                 | 15 aprile 1959 |                 |
| 2  | Fishing Expedition               |                 | 1959           |                 |
| 3  | Three Boys and a Girl            |                 | 1959           |                 |
| 4  | The Rug Man                      |                 | 1959           |                 |
| 5  | A Decent Burial                  |                 | 1959           |                 |
| 6  | The Visitor                      |                 | 1959           |                 |
| 7  | The Gun Smugglers                |                 | 1959           |                 |
| 8  | Hold Up                          |                 | 1959           |                 |
| 9  | Man in the Panama Hat            |                 | 1959           |                 |
| 10 | Pacification of Ghent            |                 | 1959           |                 |
| 11 | The Yellow Dog                   |                 | 1959           |                 |
| 12 | The Lost                         |                 | 1959           |                 |
| 13 | Hair Trigger                     |                 | 1959           |                 |
| 14 | Traffic Ticket                   |                 | 1959           |                 |
| 15 | The Fire Bombers                 |                 | 1959           |                 |
| 16 | Just a Few Thousand              |                 | 1959           |                 |
| 17 | Killer Car                       |                 | 1960           |                 |
| 18 | The Quarrel                      |                 | 1960           |                 |
| 19 | Bird of Death                    |                 | 1960           |                 |
| 20 | Misguided Mother                 |                 | 1960           |                 |
| 21 | The Reward                       |                 | 1960           |                 |
| 22 | The Hearing Aid                  |                 | 1960           |                 |
| 23 | Run, Thief, Run                  |                 | 1960           |                 |
| 24 | Target Practice                  |                 | 1960           |                 |
| 25 | The Man with the Pouch           |                 | 1960           |                 |
| 26 | The Luau                         |                 | 1960           |                 |
| 27 | Passport to Death                |                 | 1960           |                 |
| 28 | The Ice Caper                    |                 | 1960           |                 |
| 29 | The Seeing Eye Dog Caper         |                 | 1960           |                 |
| 30 | The Payoff Man                   |                 | 1960           |                 |
| 31 | Double Identity                  |                 | 1960           |                 |
| 32 | The Man with the Matchbook Cover |                 | 1960           |                 |
| 33 | Matinee Mobster                  |                 | 25 aprile 1960 |                 |
| 34 | A Rose for Willie                |                 | 1960           |                 |
| 35 | Charter Flight                   |                 | 1960           |                 |
| 36 | A Medal for Mrs. Carrington      |                 | 1960           |                 |
| 37 | The Day the Roof Fell In         |                 | 1960           |                 |
| 38 | Dum Dum Mother                   |                 | 1960           |                 |
| 39 | Delayed Action                   |                 | 1960           |                 |